# Selección femenina de rugby de Kazajistán
La selección femenina de rugby de Kazajistán es el equipo nacional que representa a la Kazakhstan Rugby Union en competencias internacionales.
Se formó por primera vez en el año 1993 para disputar un partido frente al seleccionado de Alemania.

## Historia
Kazajistán jugó su primer test en 1993 y ha competido en seis Copas Mundiales de Rugby: 1994, 1998, 2002, 2006, 2010 y 2014. Ganó el Campeonato Asiático de las Cuatro Naciones de 2014 en Hong Kong. Hasta 2019, Kazajistán solo había jugado cuatro partidos internacionales desde la Copa Mundial de 2014. Derrotó a China en la División 1 del Campeonato Femenino de Rugby de Asia de 2019 y se clasificó para el Campeonato Femenino de Rugby de Asia de 2020.

## Palmarés
- Asia Rugby Women's Championship: 2007, 2008, 2012, 2013, 2014

## Participación en copas
| - Gales 1991: no clasificó - Escocia 1994: Ganador Copa de plata - Países Bajos 1998: Ganador Bowl - España 2002: 11.º puesto - Canadá 2006: 11.º puesto - Inglaterra 2010: 11.º puesto - Francia 2014: 12.º puesto - Irlanda 2017: no clasificó - Nueva Zelanda 2021: no clasificó - WXV 3 2023: 5° puesto | - Asia Rugby Women's 2006: no participó - Asia Rugby Women's 2007: Campeón - Asia Rugby Women's 2008: Campeón - Asia Rugby Women's 2012: Campeón - Asia Rugby Women's 2013: Campeón - Asia Rugby Women's 2014: Campeón - Asia Rugby Women's 2015: 2° puesto - Asia Rugby Women's 2016: no participó - Asia Rugby Women's 2017: no participó - Asia Rugby Women's 2022: 2° puesto - Asia Rugby Women's 2023: 2° puesto - Asia Rugby Women's 2024: 3° puesto - Asia Rugby Women's 2025: 3° puesto |